# Picotin (contremarque)
Pour les articles homonymes, voir Picotin.

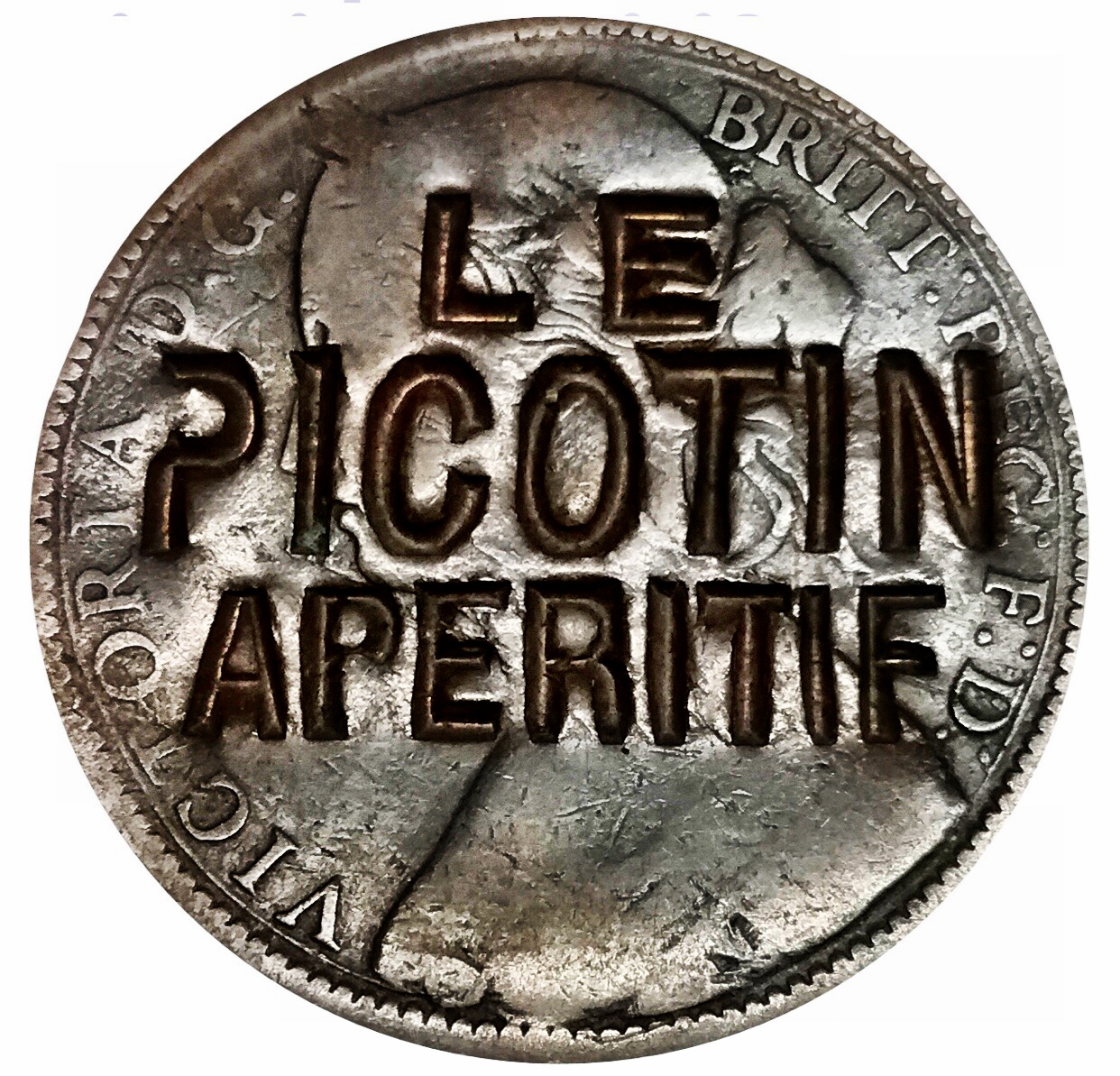
Jeton le Picotin apéritif, gravé sur un penny

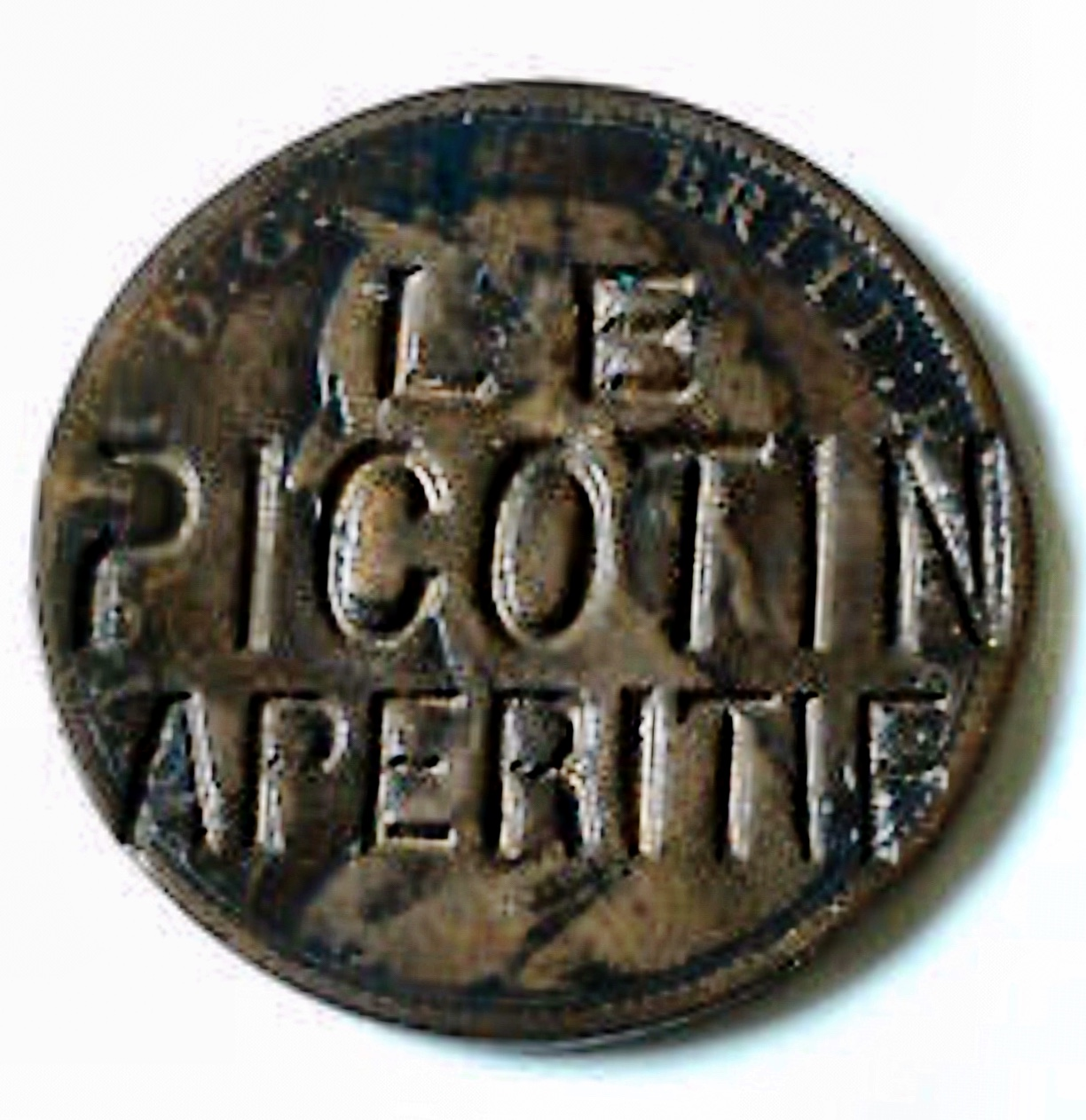
Jeton le Picotin apéritif

Le Picotin ou Le Picotin apéritif est un jeton, une contremarque française du XIXe siècle, qui s’échangeait contre un apéritif, de la marque Picotin mais aussi contre tout autre apéritif.
Le Picotin était formé d’une ancienne monnaie du XIXe siècle, parfois plus ancienne sur laquelle, il était gravé les mots : LE PICOTIN APÉRITIF.
Ces jetons publicitaires sont très variés car ils étaient gravés sur des pièces de tout pays et de toute époque. Ils font aujourd’hui l’objet de collection. Certains jetons ont un indice de rareté très élevé.